# Aich (Fürstenfeldbruck)
Aich ist ein amtlich benannter Gemeindeteil der Stadt Fürstenfeldbruck im oberbayerischen Landkreis Fürstenfeldbruck (Bayern).

## Lage
Das Pfarrdorf befindet sich etwa drei Kilometer westlich der Stadt Fürstenfeldbruck. Die Staatsstraße 2054 führt südlich an Aich vorbei.

## Geschichte
Die erste urkundliche Erwähnung stammt aus dem Jahre 1164. Etwa 100 Jahre später wurde Aich überregional bekannt, da hier Ziegelsteine gebrannt wurden. 1720 wurde auf einem Felsen die katholische Kirche Peter und Paul erbaut.
Noch bis 1977 war Aich eine eigenständige Gemeinde mit den Ortsteilen Aich, Eitelsried und Rothschwaig. Am 1. Januar 1978 wurde die Gemeinde aufgelöst. Ihr Hauptteil kam zu Fürstenfeldbruck, die Einöde Eitelsried zu Mammendorf.

## Baudenkmäler
- Pfarrhaus
- Dorfschmiede

## Heute
Der Ort konnte sich seine ländliche Struktur weitgehend bewahren. Etliche Vereine sorgen für den Zusammenhalt der Dorfbevölkerung. Der Fußballverein FC Aich ist mit zehn Jugend- und zwei Erwachsenenmannschaften im Landkreis vertreten.